# Luisa De Santis
Luisa De Santis (Roma, 20 aprile 1944) è un'attrice e cantante italiana, figlia del regista Giuseppe De Santis e interprete della canzone romana.

## Biografia

### Carriera musicale
Nella prima metà degli anni sessanta, Luisa De Santis, alla voce e alla chitarra, dà vita al duo "Luisa e Gabriella", assieme a Gabriella Ferri, con l'intento di riscoprire il "folk romano".
Iniziano così i primi spettacoli, basati sul repertorio tradizionale della canzone romanesca e su canti da osteria. Una sera, all'Intra's Club di Milano, ospitate da Camilla Cederna, sono notate da Walter Guertler, che le mette sotto contratto. Il loro primo 45 giri, una rielaborazione del brano popolare La società dei magnaccioni di cui firmano parole e musica, è pubblicato con la Jolly.
Luisa De Santis, in un'intervista televisiva, ha affermato di averla ascoltata in un'incisione suonata da un banco ambulante di dischi mentre con Gabriella Ferri passeggiavano nel popolare mercatino romano di via Sannio. I toni umoristici e scanzonati del testo, cantato dalla voce di Armandino Bosco, un ragazzino dell'età di circa quindici anni che diventerà uno dei più noti cantanti folk romani, divertirono le due artiste così tanto da convincerle a reinterpretare la canzone.
Sempre nel 1964, il duo ha la prima esperienza in televisione, nella trasmissione La fiera dei sogni presentata da Mike Bongiorno. Cantano La società dei magnaccioni che, nei giorni seguenti all'apparizione, ha un eccezionale successo di vendite, diventando molto popolare soprattutto tra i giovani.
Nel 1965 il duo appare nelle sale cinematografiche italiane ed estere con un filmato musicale, all'interno del film 008 operazione ritmo, del regista e produttore Tullio Piacentini.
Dopo lo scioglimento del duo, Luisa De Santis prosegue solo saltuariamente in campo musicale. Da segnalare la sua partecipazione alla versione italiana del musical Hair. In seguito, si dedica soprattutto alla carriera di attrice, prendendo parte a numerose pellicole e a serie televisive ambientate prevalentemente a Roma.

### Carriera cinematografica, teatrale e televisiva
De Santis esordisce sul set con una parte nel film musicale Io non protesto, io amo (1967), con protagonista Caterina Caselli. Due anni dopo appare in Alla ricerca di Gregory, con Julie Christie.
Nel 1972 è diretta dal padre Giuseppe De Santis in Un apprezzato professionista di sicuro avvenire e, tre anni dopo da Paolo e Vittorio Taviani, in Allonsanfàn, insieme a Marcello Mastroianni. Recita anche con Monica Vitti in Mimì Bluette... fiore del mio giardino (1976).
De Santis esordisce nella commedia musicale con Gigi Proietti e Daria Nicolodi, nello spettacolo teatrale di Luigi Magni La commedia di Gaetanaccio, un personaggio del folklore romano. Appare in televisione nella fiction Storia d'amore e d'amicizia (1982) e nella miniserie Quei trentasei gradini (1984). Torna sul set cinematografico in La messa è finita (1985) di Nanni Moretti.
A partire dalla fine degli anni ottanta, appare nel film Secondo Ponzio Pilato (1987) di Luigi Magni, ma soprattutto in televisione nelle miniserie: Sì, ti voglio bene (1994), in L'avvocato Porta (1997), Il commissario Raimondi (1998), Le ragazze di piazza di Spagna (1998), Valeria medico legale (2000), Tutti i sogni del mondo (2003) e Matilde (2005).
In campo cinematografico, lavora anche per la regia di Carlo Mazzacurati, in Il prete bello (1989) e Un'altra vita (1992). Successivamente, tra gli altri registi, lavora ancora con Moretti in Il caimano (2006), con Peter Del Monte in Nelle tue mani (2007) e con Gary Winick in Letters to Juliet (2010).

## Discografia

### Come Luisa e Gabriella
Album in studio
- 1969 - Roma mia bella
- 1969 - Roma canta
- 1969 - A Roma nostra
- 1972 - Aritornelli romaneschi
- 1977 - Gabriella Ferri e Luisa

Singoli
- 1964 - La società dei magnaccioni/Alla renella
- 1964 - Sciuri sciuri/Vitti 'na crozza
- 1964 - La povera Cecilia/È tutta robba mia
- 1965 - Maremma/Stornelli di Porta Romana
- 1968 - Sinnò me moro/Barcarolo romano

EP
- 1964 - La società dei magnaccioni/Alla renella/Sciuri sciuri/Vitti 'na crozza

## Filmografia

### Cinema
- Io non protesto, io amo, regia di Ferdinando Baldi (1967)
- Play Boy, regia di Enzo Battaglia (1967)
- Grazie zia, regia di Salvatore Samperi (1968)
- Alla ricerca di Gregory (In Search of Gregory), regia di Peter Wood (1969)
- Un apprezzato professionista di sicuro avvenire, regia di Giuseppe De Santis (1972)
- Le cinque giornate, regia di Dario Argento (1973)
- Allonsanfàn, regia di Paolo e Vittorio Taviani (1974)
- Mimì Bluette... fiore del mio giardino, regia di Carlo Di Palma (1976)
- Sotto.. sotto.. strapazzato da anomala passione, regia di Lina Wertmüller (1984)
- La messa è finita, regia di Nanni Moretti (1985)
- Secondo Ponzio Pilato, regia di Luigi Magni (1987)
- Il prete bello, regia di Carlo Mazzacurati (1989)
- Caldo soffocante, regia di Giovanna Gagliardo (1991)
- Un'altra vita, regia di Carlo Mazzacurati (1992)
- La classe non è acqua, regia di Cecilia Calvi (1997)
- Mi sei entrata nel cuore come un colpo di coltello, regia di Cecilia Calvi (1998)
- La stanza del figlio, regia di Nanni Moretti (2001)
- La felicità non costa niente, regia di Mimmo Calopresti (2003)
- Il caimano, regia di Nanni Moretti (2006)
- L'amico di famiglia, regia di Paolo Sorrentino (2006)
- Billo - Il grand Dakhaar, regia di Laura Muscardin (2007)
- Nelle tue mani, regia di Peter Del Monte (2007)
- Letters to Juliet, regia di Gary Winick (2010)
- Diciotto anni dopo, regia di Edoardo Leo (2010)
- La pecora nera, regia di Ascanio Celestini (2010)
- L'amore rubato, regia di Irish Braschi (2016)
- Forget About It, regia di Farnoosh Rezapour – cortometraggio (2016)
- Il grande passo, regia di Antonio Padovan (2019)
- Töchter, regia di Nana Neul (2020)
- L'ultima festa, regia di Matteo Damiani – cortometraggio (2022)
- Due donne al di là della legge, regia di Raffaele Schettino (2022)

### Televisione
- Gastone (1977)
- Cesare Battisti (1977)
- Alto tradimento – miniserie TV (1978)
- Fregoli – miniserie TV (1981)
- Storia d'amore e d'amicizia – miniserie TV (1982)
- Quei trentasei gradini – miniserie TV (1984-1985)
- Little Roma – miniserie TV (1987)
- Quattro storie di donne – miniserie TV (1989)
- Verkaufte Heimat - Teil 2 - Leb' wohl, du mein Südtirol, regia di Karin Brandauer – film TV (1989)
- Stazione di servizio (1989)
- I fratelli (1990)
- I ragazzi del muretto – serie TV, 8 episodi (1991-1993)
- Rose (1991)
- Sentimental (1991)
- La madre inutile (1992)
- Requiem per voce e pianoforte, regia di Tomaso Sherman – film TV (1993)
- Sì, ti voglio bene – miniserie TV (1994)
- Avvocato Porta – serie TV (1997)
- Le ragazze di Piazza di Spagna – serie TV (1998)
- Incantesimo (soap opera)Incantesimo – serial TV (1999)
- Il commissario Raimondi, regia di Paolo Costella – film TV (1999)
- L'Avvocato Porta 2 (2000)
- Valeria medico legale – serie TV, episodi 1x12 (2000)
- Tutti i sogni del mondo – miniserie TV (2003)
- Matilde, regia di Luca Manfredi – film TV (2005)
- Il vizio dell'amore – serie TV, episodi 1x21 (2006)
- L'arche de Babel, regia di Philippe Carrèse – film TV (2010)
- Anna e i cinque – serie TV (2010)
- Tutti pazzi per amore – serie TV, stagione 3 (2011)
- Che Dio ci aiuti – serie TV, episodi 1x13 (2012)
- Le due leggi, regia di Luciano Manuzzi – film TV (2014)
- Dating online, regia di Francesco Lagi – web Serie (2015)
- L'allieva – serie TV, episodi 1x07 (2016)
- La linea verticale – serie TV (2017)
- Baby – serie TV, episodi 1x1 (2018)
- Rocco Schiavone – serie TV, episodio 6x01(2025)

## Teatro
- La manfrina, regia di Franco Enriquez
- Sinfonia per Sinket 1 e 2, regia di Aldo Trionfo
- Hair, regia di Spinetti
- I rugantini, regia di Enzo Cerusico
- Il vantone di Pasolini, regia di Luigi Squarzina
- La cimice, regia di Carlo Cecchi
- Da cane del generale al..., regia di Parenti
- Il biante, regia di Antonio Taglioni
- Gaetanaccio, di Gigi Magni, regia di Luigi Proietti, Teatro Brancaccio, 1978
- Amore e magia..., regia di Lina Wertmuller
- Nerone è morto, regia di Aldo Trionfo
- L'uomo, la bestia e la virtù, regia di Carlo Cecchi
- Questa sera da tosti, regia di Beppe Navello
- L'orologio americano, regia di Elio Petri
- Vipere e marsine, regia di Mario Moretti
- Arsenico e vecchi merletti, regia di Cecilia Calvi
- Rocambole, regia di Dante Guardamagna
- Sei personaggi in cerca d'autore di Luigi Pirandello, regia di Carlo Cecchi
- Il solito viaggio, regia di Matteo Oleotto

## Programmi TV
- Canzoni nel cassetto (1971)[8]

## Prosa televisiva Rai
- Gastone di Ettore Petrolini, regia di Maurizio Scaparro, trasmessa il 9 settembre 1977.